# Síndrome do X frágil
Síndrome do X frágil (SXF) é uma doença genética caracterizada por deficiência intelectual leve a moderada. Trata-se da principal síndrome hereditária de deficiência intelectual. O quociente de inteligência médio nos homens com a síndrome do X frágil é inferior a 55 e cerca de 2/3 das mulheres apresentam deficiência intelectual. Entre as características físicas mais comuns estão orelhas grandes e salientes, queixo e testa proeminentes, articulações flexíveis e testículos grandes. Cerca de um terço das pessoas afetadas apresenta características de autismo, como dificuldades de interação social e atraso na fala e cerca de 2% a 5% dos autistas podem ter a SXF. A hiperatividade é comum e em cerca de 10% dos casos ocorrem crises epilépticas.
A síndrome do X frágil é uma herança ligada ao X dominante. É geralmente causada por uma mutação do gene FMR1 no cromossomo X. Esta mutação resulta em deficiência da proteína FMRP, que é fundamental para o normal desenvolvimento das ligações entre neurônios. O diagnóstico requer a realização de exames genéticos para determinar o número de repetições CGG no gene FMR1. Um resultado normal indica entre 5 e 40 repetições, enquanto na síndrome do X frágil o número de repetições é superior a 200. Quando o número de repetições está entre 40 e 200, diz-se que está presente uma pré-mutação. As mulheres com pré-mutações apresentam um risco acrescido de ter filhos com a síndrome. Os casos de portadores de pré-mutações podem ser encaminhados para aconselhamento genético.
A doença não tem cura. Está recomendada a intervenção em idade precoce, de forma a promover na pessoa o maior número possível de competências. Entre as medidas de intervenção estão o ensino especial, terapia da fala, fisioterapia e terapia comportamental. As crises epilépticas, perturbações de humor, comportamento agressivo ou perturbação de hiperatividade com défice de atenção associados à doença podem ser tratados com medicação. A doença é mais comum entre homens do que entre mulheres. Estima-se que a síndrome do X frágil afete 1,4 em cada 10 000 homens e 0,9 em cada 10 000 mulheres.

## Causas

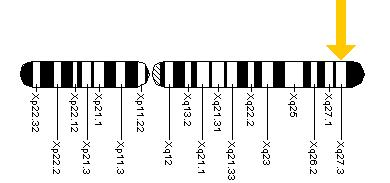
Localização do gene FMR-1 no cromossoma X na banda cromossômica Xq27.3

É uma síndrome causada pela mutação do gene FMR1 no cromossoma X, um gene ligado à formação dos dendritos nos neurônios, uma mutação encontrada em 1 de cada 2000 homens e 1 em cada 4000 mulheres. Normalmente, o gene FMR1 contem entre 6 e 54 repetições do códon CGG (repetições de trinucleotídeos). Portadores do gene, mas com intelecto normal, possuem entre 55 e 200 repetições. Pessoas com a síndrome do X frágil, o alelo FMR1 tem mais de 200 repetições deste códon CGG. Uma expansão desta magnitude resulta na metilação dessa porção do DNA, silenciando a expressão da proteína FMR1. A metilação do locus FMR1 resulta numa constrição e fragilidade do cromossoma X nesse ponto, um fenômeno que deu o nome à síndrome (quanto mais largo um gene mais fácil é rompê-lo).
Homens XY com a síndrome nao aumentam o número de tripletes nas próximas gerações e não passa o gene X para seus filhos, mas suas filhas são sempre portadoras. Mulheres XX, tem metade da chance de ter sintomas, porém seus óvulos podem aumentar o número de tripletes CGG para mais de 200 e podem passar o gene tanto para seus filhos como para suas filhas.

## Sinais clínicos

### Físicos
As características físicas mais proeminentes da síndrome incluem:
- Face mais alongada;
- Testa larga;
- Orelhas grandes e salientes;
- Palatino mais arqueado;
- Pele mais sensível;
- Articulações mais flexíveis;
- Testículos grandes pós-puberdade (macroorquidismo);
- Menos tônus muscular;
- Pés chatos.

Há um maior risco de desenvolver convulsões, tremores e estrabismo

### Comportamentais
Comportamentalmente podem observar-se:
- Ansiedade social;
- Evitar contato visual;
- Atraso para aprender a engatinhar, andar e dar volta;
- Atraso em aprender a falar e escrever;
- Dificuldade em se expressar bem;
- Dificuldade em se lembrar;
- Abanar, torcer ou morder as mãos;[15]
- Impulsividade, impaciência e irritabilidade;
- Maior vulnerabilidade a transtornos do humor e transtornos de ansiedade.

Costumam levar em média 50% mais para aprender conhecimentos escolares como matemática e linguística. O autismo ocorre em 5% desses indivíduos, o que já é responsável por cerca de 15 a 60% do espectro autista dependendo dos critérios diagnósticos usados.

### Em portadoras
Mulheres portadoras do gene, mas sem os sintomas, tem 20% de chance de ter menopausa precoce (insuficiência ovariana primária).

## Diagnóstico
A principal forma de diagnóstico, padrão-ouro, é através da avaliação do número de repetições de repetições CGG no promotor do gene FMR1. A amostra utilizada para esse exame genético costuma ser sangue periférico ou saliva. É possível a realização do diagnóstico pré-natal através das vilosidades coriônicas (entre 9 e 11 semanas de gestação) ou pelas células fetais contidas no líquido amniótico (15a semana de gestação). É viável também o diagnóstico pré-implantacional. A investigação dessa condição através do cariótipo hoje não é utilizada por problemas de sensibilidade e especificidade .

## Tratamento
Não há cura para síndromes genéticas, sendo o tratamento apenas por assistência em questões de comportamento e aprendizado. A família deve passar por aconselhamento genético para entender melhor como é a hereditariedade dessa síndrome, com avaliação de risco de recorrência que é fundamental para o planejamento familiar. 

### Farmacológico
Quando uma pessoa é diagnosticada com X Frágil, o aconselhamento genético para esclarecer sobre a síndrome é recomendado. Devido a uma maior prevalência de transtornos psicológicos os medicamentos mais utilizados são os psiquiátricos como:
- Estimulantes do SNC como ritalina para hiperatividade, impulsividade e problemas de atenção.
- Antidepressivos ISRS ou ISRSN para ansiedade, TOC e perturbações do humor.
- Neurolépticos como risperidona são usados para tratar comportamentos auto-agressivos, agressivo e incomuns;
- Estabilizantes de humor são usados para controlar mudanças bruscas de humor e convulsões.

Medicamentos visando o mGluR5 (receptores de glutamato metabotrópicos) que estão relacionados com a plasticidade sináptica são especialmente benéficas para os sintomas-alvo de X frágil. Sal de lítio também está sendo utilizado em ensaios clínicos com seres humanos, mostrando melhorias significativas no funcionamento comportamental, comportamento adaptativo, e memória verbal.

### Não-farmacológico
Entre tratamentos não farmacológicos estão:
- Terapia comportamental;
- Terapia cognitiva;
- Terapia da fala;
- Educação especial e;
- Terapia ocupacional;
- Psicomotricidade.

## História
A ligação entre deficiência mental e o gene sexual foi descrita por J. Purdon Martin e Julia Bell no artigo "A PEDIGREE OF MENTAL DEFECT SHOWING SEX-LINKAGE". Eles analisaram uma família (6 gerações), mostrando que a "imbecilidade" (em 1943, esta era a terminologia usada) passava de mães saudáveis (porém portadoras) para filhos, mas não para filhas.